# 新安郡 (东魏)
新安郡，中国南北朝时设置的郡。
东魏武定元年（543年）置新安郡，故治在今山西省原平市北境。属于武州，新安郡和吐司郡、齐郡寄在武州繁畤城中。北齐武州改为北灵州，废除新安郡。